# 処刑!血のしたたり
『処刑!血のしたたり』（原題: Intruder）は、1989年にアメリカで公開されたホラー・スラッシャー映画。

## 概要
スコット・スピーゲルが原案・脚本・監督、ローレンス・ベンダーが原案・製作を担当した。
批評家からは好意的な評価を得ており、特にスーパーマーケットというスラッシャー映画としてはユニークな設定が評価されている。
ブルース・キャンベル、サム・ライミ、テッド・ライミが脇役としてカメオ出演していることでも話題になった。

## あらすじ
スーパーマーケットが閉店時間になり、従業員たちが翌日の営業のための棚への補充を始める。そこにレジ係のジェニファーの元カレ、クレイグが現れ、2人は口論になる。友人の身を案じた同僚のリンダは、この騒動を目撃し、レジの非常ボタンを押す。そこに共同経営者のビルが現れ、喧嘩になる。クレイグは店内に逃げ込み、ジェニファーは警察に通報する。クレイグを見つけると、また乱闘になる。彼はビルによって店を追い出され、夜の街に消える。
オーナーは従業員たちを呼び集め、店を売却することを発表する。従業員たちは、閉店に備えて在庫をすべて処分するよう命じられる。クレイグは店に電話をかけ、ジェニファーを動揺させる。警察が到着するが、ほとんど役に立たず、従業員一行に気をつけるよう伝えるだけだった。
勤務を終えた後、リンダは姿の見えない襲撃者に刺殺される。 ビルは何者かが裏口から侵入しようとしているのを発見し、外に出て調査する。 彼はクレイグがバスルームの窓からジェニファーを見ているのを発見し、意識を失う。
店に戻ると、殺人犯は従業員を惨殺し始め、切断された体の一部を店内にばら撒いた。ジェニファーは従業員全員の姿が見当たらないことに気づき探し回り、倉庫で複数の死体と体の一部を発見する。恐怖を感じた彼女は犯人に襲われるが、なんとか逃げて店のフロアに戻る。ドアの前で人の気配を感じた彼女は、注意を引こうとするが、その時すでに犯人は去っていた。クレイグがジェニファーを捕らえるが、彼女は肉用フックで彼を倒す。
するとビルがよろめきながら店内に入ってくる。店の外でクレイグに襲われたと主張し、警察を呼ぼうとする。ジェニファーはビルの手が血まみれであることに気づき、そして彼が殺人犯の正体であることに気づいた。ビルは、相棒に店を売らせるわけにはいかず、彼を殺し、夢中になってみんなを殺したのだと告げる。ビルはジェニファーに襲いかかり、施錠された店内で彼女を追い回す。外にパンの配達員が現れるが、ジェニファーが注意を引く前にビルが彼を殺してしまう。ビルは再び建物に入り、ジェニファーにつきまとう。クレイグは、ビルがリンダを刺殺するところを目撃し、彼女を助けるためにバスルームの窓からビルに入ったとジェニファーに話す。その時ビルが現れクレイグを殴り、ジェニファーは逃げる。
ジェニファーはバスルームの窓から這い出て車で逃げようとするが、車内にリンダの死体があった。ビルは彼女の足をつかみ、ジェニファーを車の下に引きずり込むが、彼女はナイフで彼を刺す。彼女は警察を呼ぼうと電話ボックスに向かうが、ビルが再び現れ、彼女を狙って電話ボックスを壊し始める。彼は電話ボックスを倒し、彼女を閉じ込めるが、その時クレイグが現れ、肉切り包丁でビルに致命傷を負わせた。
警察が到着すると、警官の一人が店内の惨状を発見する。重傷を負ったビルは、全てジェニファーとクレイグの仕業だと主張する。警官たちは二人の抗議を無視して逮捕する。ジェニファーが悲鳴を上げる中、死亡したと思われたビルは突然目を開き、彼らのその後の運命はすべて不明のままとなった。

## キャスト
登場人物 - 俳優の順に記述。
- ジェニファー・ロス - エリザベス・コックス
- リンダ - レネ・エステヴェス
- ビル・ロバーツ - ダン・ヒックス
- クレイグ・ピーターソン - デイヴィッド・バーンズ
- ランディ - サム・ライミ
- ダニー - ユージン・ロバート・グレイザー
- デイブ - ビリー・マーティ
- バブ - バー・スティアーズ
- ティム - クレイグ・スターク
- ジョー "プロデュース・ジョー" - テッド・ライミ
- ダルトン巡査 - アルヴィ・ムーア
- マシューズ巡査 - トム・レスター
- アバナシー氏 - エミル・シトカ
- ハワード巡査 - ブルース・キャンベル
- アダムス巡査 - ローレンス・ベンダー
- パンの配達人 - スコット・スピーゲル
- ドア前の人物 - ダグラス・ヘスラー
- 車中の人物 - グレッグ・ニコテロ

## 製作
『処刑!血のしたたり』はスコット・スピーゲルの長編監督デビュー作となった。 この映画は、スピーゲルがミシガン州に実在するウォルナット・レイク・マーケットで働いた経験を部分的に基にしている。この作品はまた、スピーゲルが以前監督したスーパー8mm短編映画のリメイクのようなものでもあった。この短編は「ナイト・クルー」と呼ばれるスラッシャー作品で、より『ハロウィン』にインスピレーションを得た殺人鬼が登場する。
『処刑!血のしたたり』は、映画スタッフに貸し出された空の食料品店で撮影された。 棚は空で何もなく、スタッフは破損品を専門に扱う会社に2トン以上の不良品を納品させて店舗に在庫を置いた。

## 公開
この映画は当初『The Night Crew』というタイトルであったが、配給会社はより一般的なスラッシャー映画のタイトルを付けた方がこの映画の市場性が高まると考え、『Intruder』として公開された。
パラマウント・ピクチャーズ発売のVHSビデオのジャケット（他の様々なビデオやDVDのリリースとともに）と映画の予告編は、すべて殺人鬼の正体を明らかにしており、したがって、映画の劇的な緊張感を台無しにした。
ブルース・キャンベル、サム・ライミ、テッド・ライミはパラマウントによってこの映画の主役として大々的に宣伝され、彼らの名前はビデオやDVDのアートワークで大きく取り上げられている。サム・ライミは実際には脇役を演じ、テッド・ライミは端役に過ぎない小さな脇役を演じており、ブルース・キャンベルは最後のシーンに警官役として短いカメオ出演をしている。DVDの裏表紙ではレネ・エステヴェスがヒロインのように見えるが、本編では彼女は最初に死ぬキャラクターである。

## 反響
『処刑!血のしたたり』は好評を博した。DVD Talkのアダム・タイナーはこの映画を5つ星のうち4つ半と評価し、「『処刑!血のしたたり』は私がこれまで観た中で最高のスラッシャーの1つに容易にランクインする」と評している。
DVD Verdictは「非常にクールな映画だ。このジャンルのお決まりはすべて含まれているが、この10年間に製作された他の数え切れないほどのマニアックな映画よりも新鮮でクリエイティブに感じられる方法でそれらを表現している」と評している。
『処刑!血のしたたり』はHorror News.netによって1980年代のスラッシャー映画ブームにおける「最も偉大な作品」の1つとみなされた。
ブラッディ・ディスガスティングはこの映画を5つ星中3つ星と評価し、「確かにホラーの古典ではないが、熱烈なゴア・ハウンドにとって『処刑!血のしたたり』は甘い甘いマナだ」と評している。

## 映像メディア
- VHS 処刑!血のしたたり - 1989年1月27日（パラマウント・ピクチャーズ）
- DVD 処刑!血のしたたり HDマスター版 - 2021年9月29日（株式会社オルスタックピクチャーズ）
- Blu-ray 処刑!血のしたたり - 2021年9月29日（株式会社オルスタックピクチャーズ）